# Шамбон сир Долор
Шамбон сир Долор (фр. Chambon-sur-Dolore) насеље је и општина у централној Француској у региону Оверња, у департману Пиј де Дом која припада префектури Амбер.
По подацима из 2011. године у општини је живело 170 становника, а густина насељености је износила 8,63 становника/km². Општина се простире на површини од 19,70 km². Налази се на средњој надморској висини од 960 метара (максималној 1.208 m, а минималној 887 m).

## Демографија
| 1962. | 1968. | 1975. | 1982. | 1990. | 1999. | 2011. |
| ----- | ----- | ----- | ----- | ----- | ----- | ----- |
| 388   | 324   | 269   | 212   | 186   | 181   | 170   |

График промене броја становника у току последњих година